# Knox City (Texas)
Knox City é uma cidade  localizada no estado norte-americano de Texas, no Condado de Knox.

## Demografia
Segundo o censo norte-americano de 2000, a sua população era de 1219 habitantes.
Em 2006, foi estimada uma população de 1063, um decréscimo de 156 (-12.8%).

## Geografia
De acordo com o United States Census Bureau tem uma área de
2,2 km², dos quais 2,2 km² cobertos por terra e 0,0 km² cobertos por água. Knox City localiza-se a aproximadamente 452 m acima do nível do mar.

## Localidades na vizinhança
O diagrama seguinte representa as localidades num raio de 20 km ao redor de Knox City.